# NGC 1847
NGC 1847 في الفهرس العام الجديد، هو عنقود مغلق، يقع في كوكبة أبو سيف (كوكبة). اكتشف في 24 سبتمبر 1826 . بواسطة جيمس دنلوب .

## روابط خارجية
- NGC 1847 على موقع ويكي سكاي: DSS2, SDSS, GALEX, IRAS, Hydrogen α, X-Ray, Astrophoto, Sky Map, Articles and images